# Lijst van presidenten van Nigeria
Hieronder volgt een lijst van presidenten van Nigeria.

## Presidenten van Nigeria (1963-heden)
| President | President                                                                  | Ambtstermijn                        | Partij | Partij | Verkiezing |
| --------- | -------------------------------------------------------------------------- | ----------------------------------- | ------ | ------ | ---------- |
|           | Nnamdi Azikiwe (1904-1996)                                                 | 1 oktober 1963 - 16 januari 1966    | NCNC   |        |            |
|           | Johnson Aguiyi-Ironsi (1924-1966) voorzitter Nationale Militaire Regering  | 16 januari 1966 - 29 juli 1966      | Mil.   |        |            |
|           | Yakubu Gowon (1934) voorzitter Federale Militaire Regering                 | 1 augustus 1966 - 29 juli 1975      | Mil.   |        |            |
|           | Muartala Ramat Muhammad (1938-1976) voorzitter Federale Militaire Regering | 29 juli 1975 - 13 februari 1976     | Mil.   |        |            |
|           | Olusegun Obasanjo (1x) (1937) voorzitter Federale Militaire Regering       | 13 februari 1976 - 1 oktober 1979   | Mil.   |        |            |
|           | Alhaji Shehu Shagari (1925-2018)                                           | 1 oktober 1979 - 31 december 1983   | NPN    |        | 1979       |
| 1983      | Alhaji Shehu Shagari (1925-2018)                                           | 1 oktober 1979 - 31 december 1983   | NPN    |        |            |
|           | Muhammadu Buhari (1x) (1942-2025) voorzitter Opperste Militaire Raad       | 31 december 1983 - 27 augustus 1985 | Mil.   |        |            |
|           | Ibrahim Babangida (1941) voorzitter Nationale Defensie en Veiligheidsraad  | 27 augustus 1985 - 26 augustus 1993 | Mil.   |        |            |
|           | Ernest Shohekan (1936-2022) interim-president                              | 26 augustus 1993 - 17 november 1993 | n/p    |        |            |
|           | Sani Abacha (1943-1998) voorzitter Voorlopige Regeringsraad                | 17 november 1993 - 8 juni 1998      | Mil.   |        |            |
|           | Abdulsalami Abubakar (1942) voorzitter Voorlopige Regeringsraad            | 9 juni 1998 - 29 mei 1999           | Mil.   |        |            |
|           | Olusegun Obasanjo (2x) (1937)                                              | 29 mei 1999 - 29 mei 2007           | PDP    |        | 1999       |
| 2003      | Olusegun Obasanjo (2x) (1937)                                              | 29 mei 1999 - 29 mei 2007           | PDP    |        |            |
|           | Umaru Yar'Adua (1951-2010)                                                 | 29 mei 2007 - 5 mei 2010            | PDP    |        | 2007       |
|           | Goodluck Jonathan (1957)                                                   | 6 mei 2010 - 29 mei 2015            | PDP    |        |            |
| 2011      | Goodluck Jonathan (1957)                                                   | 6 mei 2010 - 29 mei 2015            | PDP    |        |            |
|           | Muhammadu Buhari (2x) (1942-2025)                                          | 29 mei 2015 - 29 mei 2023           | APC    |        | 2015       |
| 2019      | Muhammadu Buhari (2x) (1942-2025)                                          | 29 mei 2015 - 29 mei 2023           | APC    |        |            |
|           | Bola Tinubu (1952)                                                         | 29 mei 2023 - heden                 | APC    |        | 2023       |